# Advanced Power Management
APM, siglas en inglés de Advanced Power Management. Es un API desarrollado por Intel y Microsoft que permita que el BIOS administre la energía, tal como reducir la velocidad de la CPU, apagar el disco duro o apagar el monitor después de un período de inactividad para conservar corriente eléctrica, especialmente para las computadoras portátiles.
ACPI es el sucesor de APM. Microsoft ha finalizado el soporte para APM en Windows Vista.